# La gran familia... 30 años después
La gran familia... 30 años después es una película española dirigida por Pedro Masó.

## Argumento
Después de 30 años vemos que los problemas de la juventud actual han cambiado mucho. Estos problemas se incrementarán con la llegada de un nuevo miembro de la familia.

## Comentarios
José Luis López Vázquez, María José Alfonso, Jaime Blanch y Pedro Mari Sánchez son las caras conocidas de la primera versión de La gran familia, aunque en la dirección, Pedro Masó, fue el guionista de la anterior película.

## La sagaLa gran familia
- La gran familia (1962), dirigida por Fernando Palacios.
- La familia y... uno más (1965), dirigida por Fernando Palacios.
- La familia, bien, gracias (1979), dirigida por Pedro Masó.
- La gran familia... 30 años después (1999), dirigida por Pedro Masó.